# The Time Dweller
The Time Dweller este o colecție de povestiri științifico-fantastice de Michael Moorcock. Conține povestiri care au apărut între 1963 și 1966, iar colecția a apărut în 1969.

## Cuprins
Conține povestirile (lista cuprine povestirile, împreună cu anul primei apariții și revista în care au apărut)
- "The Time Dweller" - 1964 - New Worlds
- "Escape From Evening" - 1965 - New Worlds
- "The Deep Fix" - 1963 - Science Fantasy
- "The Mountain" - 1965 - New Worlds
- "The Pleasure Garden of Felipe Sagittarius" - 1965 - New Worlds
- "Wolf" - 1966 - In THE DEEP FIX ca James Colvin (o colecție  Compact Books)
- "The Golden Barge" - 1965 - New Worlds
- "The Ruins" - 1966 - New Worlds